# Maine-Anjou
Maine-Anjou je francouzské plemeno domácího skotu, rozšířené především v regionu Pays de la Loire v severní Francii. Plemeno vzniklo v 19. století v tomto regionu z překřížení místních plemen. Později bylo převezeno do Anglie a tam bylo nazváno Durham-Mancelle. Po celé Francii se toto plemeno rozšířilo až v roce 2004. Jméno Maine-Anjou je podle údolí řek Maineu a Anjou a u plemene přetrvalo dodnes. Dříve to bylo plemeno s kombinovanou užitkovostí, ale dnes je to převážně masné plemeno.

## Historie
Plemeno Maine-Anjou vzniklo v 19. století a později se začalo chovat na větších statcích v provincii Maine. Poté se začalo křížit s anglickým skotem plemene shorthorn. Záměr tohoto křížení byl zvýšit jatečnou výtěžnost u plemene shorthorn. První plemenná kniha plemene Maine-Anjou byla založena v roce 1908. V roce 1970 bylo maso plemene Maine-Anjou vyhlášené po celé Francii. Po roce 1970 došlo k nedostatku plemenných býků tohoto plemene, a proto byl chov plemene omezen. Stáda, která přetrvala, začala být křížena převážně s francouzskými masnými plemeny skotu. Díky tomuto křížení zanikla kombinovaná užitkovost plemene a nahradila ji masná užitkovost. V roce 1975 bylo zaregistrováno do plemenné knihy 60 000 kusů dobytka tohoto plemene, 90 % dobytka se nacházelo v regionu Pays de la Loire. 

## Charakteristika
Maine-Anjou je plemeno pastevního skotu. Je to skot velkého tělesného rámce. Hmotnost samce je 1000–1500 kg a hmotnost samice je 850–1000 kg. Zbarvení plemene je převážně hnědé, ale na těle se objevují bílé fleky.
Porody u tohoto plemene bývají těžší, protože telata dosahují hmotnosti až 52 kg. Cca 57 % procent porodů probíhá bez asistence člověka a přibližně 27 % s lehkou asistencí. Krávy se telí celoročně, asi 39 % porodů bývá v období únor až duben.
Plemeno se snadno přizpůsobuje přírodním podmínkám, je oblíbené díky své klidné, tiché a učenlivé povaze. U tohoto plemene dominuje dlouhověkost a odolnost proti nemocem. Má velmi kvalitní maso výrazné červené barvy, mramorované, šťavnaté, výrazné a stabilní chuti. Některé chovy se v dnešní době snaží opět obnovit kombinovanou užitkovost. Na světě je chováno cca 70 000 kusů tohoto dobytka.